# Kai Ruffing
Kai Ruffing (* 5. Januar 1967 in Ahlen/Westf.) ist ein deutscher Althistoriker. Seit 2013 lehrt er als Professor für Alte Geschichte an der Universität Kassel.

## Leben und Wirken
Nach dem Abitur 1986 und dem anschließenden Wehrdienst studierte Kai Ruffing von 1988 bis 1995 die Fächer Geschichte und Lateinische Philologie für das gymnasiale Lehramt an der Universität Münster. 1994 erfolgte das Staatsexamen. Danach studierte Ruffing von 1995 bis 1997 die Fächer Alte Geschichte, Lateinische Philologie und Neue Geschichte. Im Jahr 1997 wurde er bei Hans-Joachim Drexhage mit der Arbeit Der Weinbau im römischen Ägypten in Münster promoviert. Im Jahr 2005 erfolgte die Habilitation mit der Arbeit Die berufliche Spezialisierung in Handel und Handwerk. Untersuchungen zu ihrer Entwicklung und zu ihren Bedingungen in der römischen Kaiserzeit im östlichen Mittelmeerraum auf der Grundlage griechischer Inschriften und Papyri an der Universität Marburg und die Ernennung zum Privatdozenten. 2009 lehrte Ruffing als Gastprofessor an der Universität Innsbruck. Von 2010 bis 2013 war er als Akademischer Oberrat am Seminar für Alte Geschichte an der Universität Marburg tätig. Im Jahr 2010 wurde er in Marburg zum außerplanmäßigen Professor ernannt. Seit Oktober 2013 lehrt Ruffing als Professor für Alte Geschichte an der Universität Kassel. Er lehnte Rufe an die Universität Trier (2016) und an die Universität Innsbruck (2017) ab.
Ruffing ist Mitherausgeber der Fachzeitschrift Marburger Beiträge zur Antiken Handels-, Wirtschafts- und Sozialgeschichte sowie der Schriftenreihen Empires through the Ages in Global Perspective, Philippika. Altertumskundliche Abhandlungen, Classica et Orientalia (Cleo), Karum – Emporion – Forum (KEF) und Universal- und kulturhistorische Studien. Studies in Universal and Cultural History. Im Jahr 2021 wurde Ruffing zum ordentlichen Mitglied der European Academy of Sciences and Arts ernannt.

## Schriften (Auswahl)
Monografien
- Weinbau im römischen Ägypten (= Pharos. Band 12). Scripta-Mercaturae-Verlag, St. Katharinen 1999, ISBN 3-89590-078-8.
- mit Hans-Joachim Drexhage, Heinrich Konen: Die Wirtschaft des Römischen Reiches (1.–3. Jahrhundert). Eine Einführung. Akademie-Verlag, Berlin 2002, ISBN 3-05-003430-0.
- Die berufliche Spezialisierung in Handel und Handwerk. Untersuchungen zu ihrer Entwicklung und zu ihren Bedingungen in der römischen Kaiserzeit im östlichen Mittelmeerraum auf der Grundlage griechischer Inschriften und Papyri (= Pharos. Band 24). 2 Bände. Leidorf, Rahden 2008, ISBN 3-86757-252-6 (Zugleich: Marburg, Universität, Habilitations-Schrift, 2004).
- Wirtschaft in der griechisch-römischen Antike. WBG – Wissenschaftliche Buchgesellschaft, Darmstadt 2012, ISBN 978-3-534-22836-2.

Herausgeberschaften
- mit Bernhard Tenger: Miscellanea oeconomica. Studien zur antiken Wirtschaftsgeschichte. Harald Winkel zum 65. Geburtstag (= Pharos. Band 9). Scripta-Mercaturae-Verlag, St. Katharinen 1997, ISBN 3-89590-039-7.
- mit Klaus Freitag: Beiträge zu E-Learning und Geo-Information in den Geschichtswissenschaften (= Abhandlungen der Arbeitsgemeinschaft Geschichte und EDV. Band 1). Scripta-Mercaturae-Verlag, St. Katharinen 2005.
- mit Sven Günther und Oliver Stoll: Pragmata. Beiträge zur Wirtschaftsgeschichte der Antike im Gedenken an Harald Winkel (= Philippika. Band 17). Harrassowitz, Wiesbaden 2007, ISBN 978-3-447-05536-9.
- mit Armin Becker, Gabriele Rasbach: Kontaktzone Lahn. Studien zum Kulturkontakt zwischen Römern und germanischen Stämmen (= Philippika. Band 38). Harrassowitz, Wiesbaden 2010, ISBN 978-3-447-06249-7.
- mit Ulrich Niggemann: Antike als Modell in Nordamerika? Konstruktion und Verargumentierung 1763–1809 (= Historische Zeitschrift. Beiheft 55). Oldenbourg, München 2011, ISBN 978-3-486-70583-6.
- mit Boris Dunsch: Herodots Quellen – die Quellen Herodots (= Classica et orientalia. Band 6). Harrassowitz, Wiesbaden 2013, ISBN 978-3-447-06884-0.
- mit Jörn Kobes, Wolfgang Spickermann: 20 Jahre Arbeitsgemeinschaft Alte Geschichte und EDV (= Abhandlungen der Arbeitsgemeinschaft Geschichte und EDV. Band 2). Computus, Gutenberg 2013, ISBN 978-3-940598-22-6.
- mit Robert Rollinger: Reinhold Bichler. Historiographie – Ethnographie – Utopie. Gesammelte Schriften. Teil 4: Studien zur griechischen Historiographie (= Philippika. Band 18,4). Harrassowitz, Wiesbaden 2016, ISBN 978-3-447-10607-8.
- mit Kerstin Droß-Krüpe: Antike zwischen Tradition und Moderne. Gesammelte Schriften zur Wirtschaft-, Technik- und Wissenschaftsgeschichte (= Philippika. Band 95). Harrassowitz, Wiesbaden 2016, ISBN 978-3-447-10648-1.
- mit Claudia Deglau, Patrick Reinard: Klio und die Nationalsozialisten. Gesammelte Schriften zur Wissenschafts- und Sozialgeschichte (= Philippika. Band 106). Harrassowitz, Wiesbaden 2017, ISBN 978-3-447-10771-6.
- mit Volker Losemann: In solo barbarico... Das Seminar für Alte Geschichte der Philipps-Universität Marburg bis in die 1960er Jahre (= Academia Marburgensis. Band 14). Waxmann, Münster/New York 2018, ISBN 978-3-8309-3458-5.
- mit Kerstin Droß-Krüpe: Emas non quod opus est, sed quod necesse est. Beiträge zur Wirtschafts-, Sozial-, Rezeptions- und Wissenschaftsgeschichte der Antike. Festschrift für Hans-Joachim Drexhage zum 70. Geburtstag (= Philippika. Band 125). Harrassowitz, Wiesbaden 2018, ISBN 978-3-447-11087-7.